# Schloss Seeburg (Kreuzlingen)

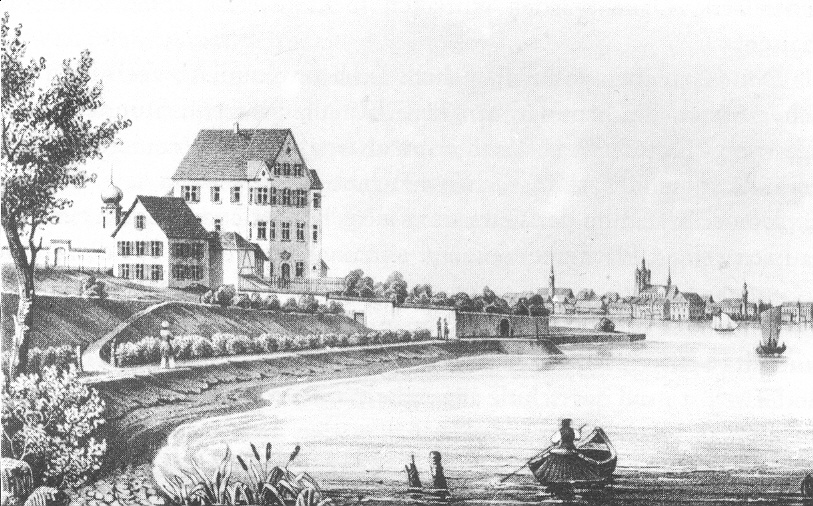
Lithographie der Seeburg in Kreuzlingen von Niklaus Hug um 1840

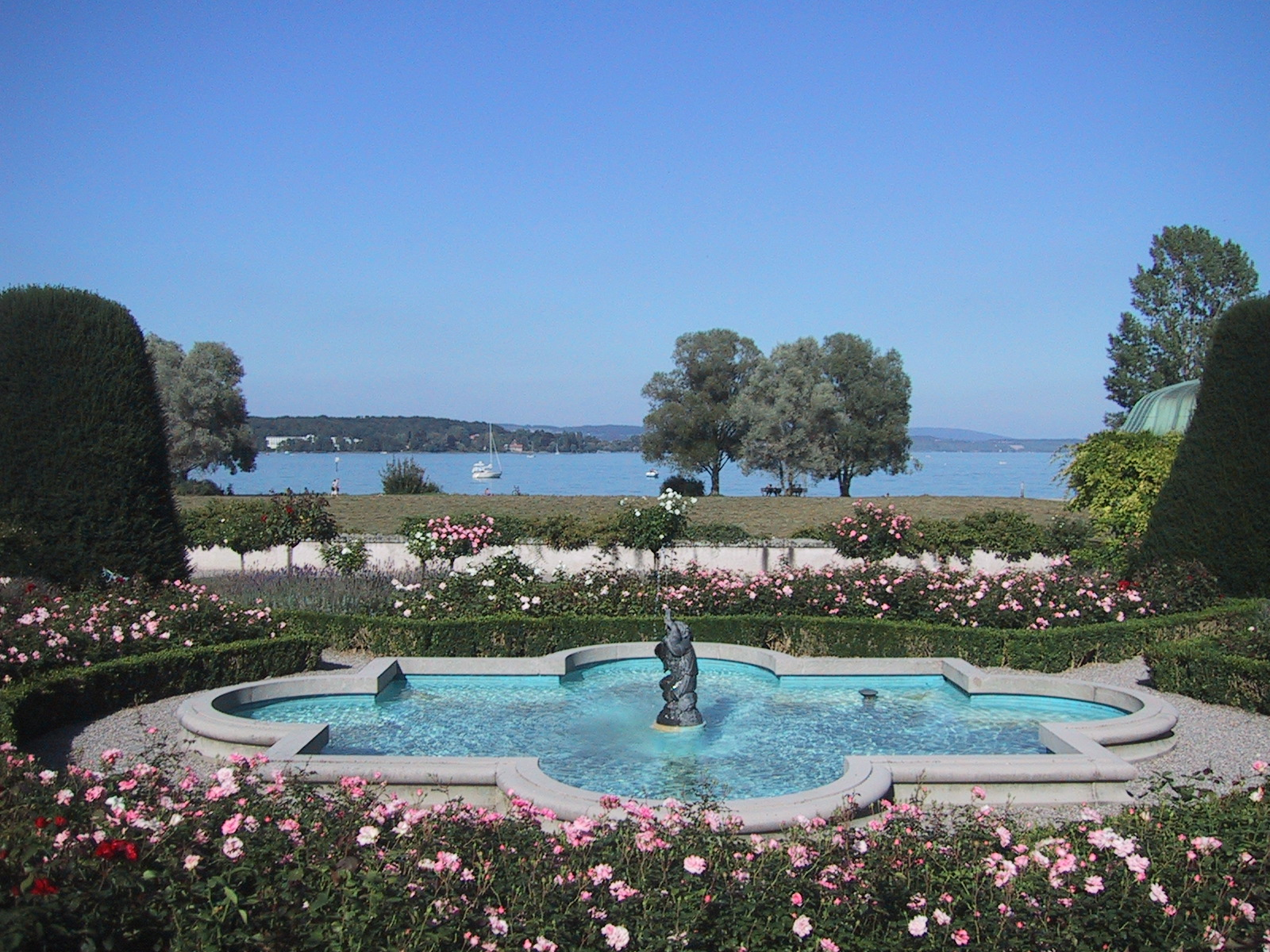
Blick von der Seeburg auf den Bodensee

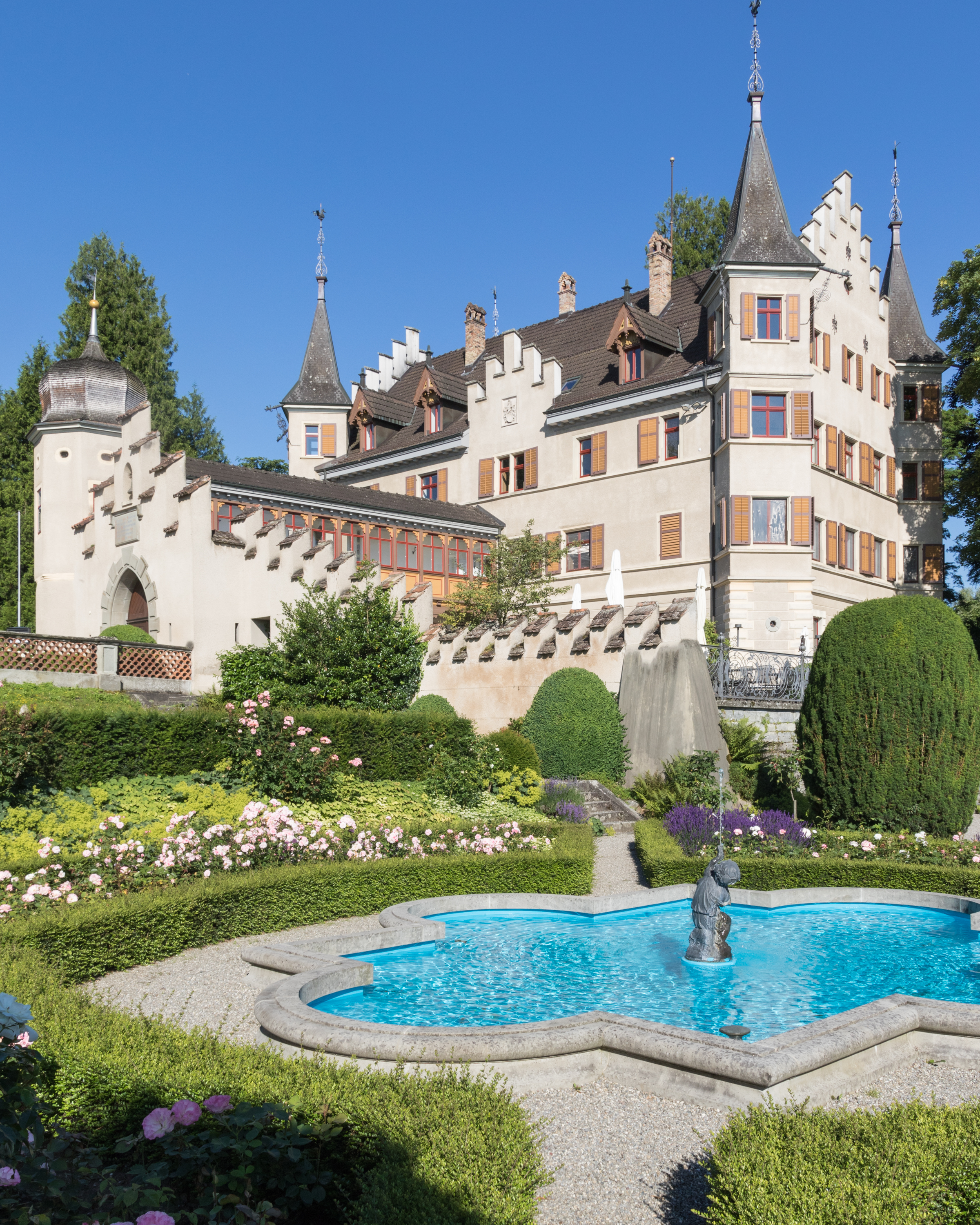
Seeburg Kreuzlingen – Seeseite

Das Schloss Seeburg liegt in Kreuzlingen innerhalb eines Parkes am Schweizer Ufer des Bodensees. 

## Geschichte
1598 baute der Konstanzer Jakob Atzenholz-Zollikofer von Tattenwiler ein Schlösschen mit Namen Neuhorn, das später den Äbten des Kreuzlinger Augustinerstiftes als Sommerresidenz diente. Es brannte 1633 vollständig aus und wurde 1664 vom Abt Augustin I. Gimmi wiederhergestellt. Es war ein einfacher Baukubus mit einem Giebeldach und einer quadratischen Umfassungsmauer.
Seit 1833 beherbergte es das Thurgauer Lehrerseminar. Erster Direktor war der über die Landesgrenzen hinaus bekannte Pädagoge Johann Jacob Wehrli (1790–1855). Die Seeburg fiel 1848 nach der Klosteraufhebung an den Kanton Thurgau, der 1850 das Seminar in die Konventsgebäude des ehemaligen Stiftes verlegte und die Seeburg 1852 verkaufte. 
Gottfried Ferdinand Amman, der spätere Besitzer, baute es 1870 im Stil des Historismus zum Schloss im heutigen Aussehen um. Die Pläne erarbeitete Ernst Jung (1841–1912), Architekt in Winterthur. Der Sohn Ammans, August, gestaltete die Parkanlage der Seeburg in den Jahren 1894 bis 1895. 
Georg Gottfried Volkart-Ammann (1850–1928), der ein Schwager von Theodor Reinhart war, erwarb 1907 das Schloss von seinem Schwager August Ferdinand Ammann und trat als Teilhaber der Gebrüder Volkart AG zurück. Später vererbte er die Seeburg an seine drei Töchter. 
Nachdem die Stimmbürger mit einem Zufallsmehr von achtundzwanzig Stimmen dem Kauf zugestimmt hatten, ging die Seeburg samt Park 1958 in den Besitz der Stadt Kreuzlingen über. Die Seeburg wurde 1982–1984 durch das Architekturbüro Ernst Oberhänsli umfassend renoviert, verantwortlich für die kantonale Denkmalpflege war Jürg Ganz. Bis zur Seeaufschüttung in den sechziger Jahren stand die Seeburg direkt am Ufer des Bodensees. Seit 1993 ist in Schloss Seeburg ein Restaurant integriert. 
Seit 2016 werden alle Räumlichkeiten des Schlosses als Restaurant- und Veranstaltungsräume geführt.